# レンティア国家
レンティア国家（レンティアこっか、英: rentier state）は、レント収入（ランティエ、すなわち、土地による天然資源収入等の非稼得性から見出され国家に直接的に流入する利益）に依存する国のことである。

## 概要
レンティア国家は以下の特徴を持つ。
- 政府財源が国内の経済活動とほとんど関係ない
- 国内における天然資源生産に従事する労働者の割合が少ない
- 国内における天然資源生産以外の生産部門が貧弱である
- 天然資源に基づく収入が国家の経済活動に非常に大きな影響を与える
- 天然資源に基づく収入の大半が輸出によって獲得される

天然資源産出国であっても、「国内における天然資源生産以外の生産部門が十分にある」などの要件があれば「非レンティア国家」に分類され、「レンティア国家」には該当しない。
レント収入は主に石油産出による収入について用いられ、レンティア国家は主に中東湾岸諸国を指すことが多い。
レンティア国家では、国内の経済活動によらず政府財源を賄うことが可能なことから納税負担が軽く、レント収入だけで国内需要をほぼ満たす供給が可能となるため、主要な労働力を低賃金で働く出稼ぎ外国人労働者に依存できれば、多くの自国民は国家からの恩恵で生活ができるため、労働を敬遠する傾向が強くなるという特徴がある。

## レンティア国家仮説
レンティア国家仮説とは、レンティア国家でなぜ非民主的な政治体制を維持できているのかを説明している仮説である。この仮説は、ベブラーウィー (H.Beblawi) の著書『レンティア国家』で注目されるようになった。
天然資源産出によるレント収入によって、国民にサービスを無償提供することによって国民の忠誠を買い、君主制を維持できるという仮説である。ただし、イランなどのように革命によって王朝君主制が倒れた国もあるため、この仮説に批判的な意見もある。

## 例
ここでは主にレンティア国家と呼ばれる国を挙げる。
- サウジアラビア
- クウェート
- アラブ首長国連邦
- カタール
- ベネズエラ

上に挙げた国は全てOPEC加盟国である。
他に
- バーレーン
- オマーン
- ブルネイ
- ロシア
- トルクメニスタン
- カザフスタン
- アルジェリア
- リビア（カダフィ時代）
- アゼルバイジャン

などが挙げられる。